# Senegal op de Olympische Zomerspelen 1972
Senegal nam deel aan de Olympische Zomerspelen 1972 in München, West-Duitsland. Ook tijdens deze derde deelname werd geen medaille gewonnen.

## Deelnemers en resultaten

### Atletiek
| Olympiër                                                              | Discipline               | Resultaat | Prestatie                                                                       |
| --------------------------------------------------------------------- | ------------------------ | --------- | ------------------------------------------------------------------------------- |
| Barka Sy                                                              | 100m (m)                 | 9e        | serie 8: 1ste in 10,30 kwartfinale 4: 2de in 10,27 halve finale 2: 5de in 10,42 |
| Amadou Gakou                                                          | 400m (m)                 | 31e       | serie 9: 4de in 47,68 kwartfinale 3: 7de in 46,96                               |
| Daniel Andrade                                                        | 800m (m)                 | 52e       | serie 3: 7de in 1.53,9                                                          |
| Daniel Andrade                                                        | 1500m (m)                | 59e       | serie 1: 9de in 3.59,2                                                          |
| Siatka Badji                                                          | 5000m (m)                | DNS       | serie 1: niet gestart                                                           |
| Abdoulaye Sarr                                                        | 110m horden (m)          | 17e       | serie 4: 4de in 14,12                                                           |
| Christian Dorosario Bassirou Doumbia Malang Mané Momar N'Dao Barka Sy | 4x100m (m)               | 20e       | serie 3: 5de in 40,95                                                           |
| Omar Ba Samba Dièye Amadou Gakou Abdou Mamadou Sow Jean-Pierre Mango  | 4x400m (m)               | 19e       | serie 2: 7de in 3.11,2                                                          |
| Mansour Dia                                                           | verspringen (m)          | DNS       | kwalificatie groep A: niet gestart                                              |
| Mansour Dia                                                           | hink-stap-springen (m)   | 6e        | kwalificatie groep A: 2de met 16,55m finale: 6de met 16,83m                     |
| Abass Goudiaby                                                        | polsstokhoogspringen (m) | DNS       | kwalificatie groep B: niet gestart                                              |

### Basketbal
| Olympiër | Discipline | Resultaat | Prestatie |
| --- | ---------- | --------- | --- |
| Doudas Leydi Camara Joseph Diandy Moustafa Diop Papa Malick Diop Cheikh Amadou Fall Alioune Badara Guèye Sylvestre Lopis Abdourahmane N'Diaye Pierre Martin Sagna Babacar Seck Assane Thiam Boubacar Traoré | mannen     | 15e       | groep B: 8ste V van Sovjet-Unie: 52-94 V van Italië: 56-92 V van Polen: 59-95 V van Puerto Rico: 57-92 V van Filipijnen: 62-68 V van Joegoslavië: 57-73 V van Bondsrepubliek Duitsland: 62-72 13-16de plek: V van Japan: 67-70 15-16de plek: W van Egypte: walk-over |

| Groep B |                          |             |             |             |            |            |            |        |
| #       | Land                     | Wedstrijden | Wedstrijden | Wedstrijden | Doelpunten | Doelpunten | Doelpunten | Punten |
| #       | Land                     | G           | W           | V           | V          | T          | Saldo      | Punten |
| 1       | Sovjet-Unie              | 7           | 7           | 0           | 639        | 479        | +160       | 14     |
| 2       | Italië                   | 7           | 5           | 2           | 547        | 471        | +76        | 12     |
| 3       | Joegoslavië              | 7           | 5           | 2           | 582        | 484        | +98        | 12     |
| 4       | Puerto Rico              | 7           | 5           | 2           | 570        | 531        | +39        | 12     |
| 5       | Bondsrepubliek Duitsland | 7           | 3           | 4           | 482        | 518        | -36        | 10     |
| 6       | Polen                    | 7           | 2           | 5           | 520        | 536        | -16        | 9      |
| 7       | Filipijnen               | 7           | 1           | 6           | 526        | 666        | -140       | 8      |
| 8       | Senegal                  | 7           | 0           | 7           | 405        | 586        | -181       | 7      |

| Ronde        | Datum   | Plaats                   | Land  | Score       | Land |
| ------------ | ------- | ------------------------ | ----- | ----------- | ---- |
| Groepsfase   |         |                          |       |             |      |
| 27 augustus  | München | Zweden                   | 52-94 | Sovjet-Unie |      |
| 28 augustus  | München | Zweden                   | 56-92 | Italië      |      |
| 29 augustus  | München | Zweden                   | 59-95 | Polen       |      |
| 30 augustus  | München | Puerto Rico              | 92-57 | Zweden      |      |
| 1 september  | München | Zweden                   | 62-68 | Filipijnen  |      |
| 2 september  | München | Joegoslavië              | 73-57 | Zweden      |      |
| 3 september  | München | Bondsrepubliek Duitsland | 72-62 | Zweden      |      |
| 13-16de plek |         |                          |       |             |      |
| 2 september  | München | Japan                    | 70-67 | Zweden      |      |
| 15-16de plek |         |                          |       |             |      |
| 2 september  | München | Egypte                   | 0-2   | Zweden      |      |

### Boksen
| Olympiër             | Discipline  | Resultaat | Prestatie                                         |
| -------------------- | ----------- | --------- | ------------------------------------------------- |
| Pierre Amont N'Diaye | -54kg (m)   | 17e       | 1ste ronde: vrij 2de ronde: V van GBR Turpin: 0-5 |
| Abdou Faye           | -57kg (m)   | 33e       | 1ste ronde: V van NGR Andrews: 0-5                |
| Abdou Fall           | -63,5kg (m) | 17e       | 1ste ronde: V van KOR Park: knock-out             |
| Oumar Fall           | -71kg (m)   | 32e       | 1ste ronde: V van YUG Belic: 1-4                  |

### Judo
| Olympiër         | Discipline      | Resultaat | Prestatie                                                                                   |
| ---------------- | --------------- | --------- | ------------------------------------------------------------------------------------------- |
| Xavier Boissy    | -63kg (m)       | 17e       | 1ste ronde: V van PUR Pacheco: yusei-gachi                                                  |
| Babacar Sidibé   | -70kg (m)       | 18e       | 1ste ronde: V van MEX Foullón: Seoi-nage                                                    |
| Jonas Cissé      | -80kg (m)       | 33e       | 1ste ronde: V van URS Gogolauri: waza-ari                                                   |
| Mohamed Dione    | -93kg (m)       | 19e       | 1ste ronde: V van BRA Ishii: O-soto-gari                                                    |
| M'Bagnick M'Bodj | +93kg (m)       | 7e        | 1ste ronde: V van URS Onashvili: Harai-goshi herkansingen: V van JPN Nishimura: Kesa-gatame |
| Abdoulaye Djiba  | open klasse (m) | 19e       | 1ste ronde: V van USA Watts: ippon                                                          |

### Worstelen
| Olympiër       | Discipline  | Resultaat   | Prestatie                                                                     |
| Vrije stijl    | Vrije stijl | Vrije stijl | Vrije stijl                                                                   |
| -------------- | ----------- | ----------- | ----------------------------------------------------------------------------- |
| Arona Mané     | -68kg (m)   | 24e         | 1ste ronde: V van GDR Schröder: val 2de ronde: V van FRA Carbasse: val        |
| Ibrahim Diop   | -82kg (m)   | 21e         | 1ste ronde: V van URS Tediashvili: beslissing 2de ronde: V van TUR Polat: val |
| Alioune Camara | -93kg (m)   | 21e         | 1ste ronde: V van MEX García: val 2de ronde: V van SUI Martinetti: val        |
| Robert N'Diaye | -100kg (m)  | 21e         | 1ste ronde: V van ROU Panait: val 2de ronde: V van IRI Anvari: val            |

Afghanistan · Albanië · Algerije · Amerikaanse Maagdeneilanden · Argentinië · Australië · Bahama's · Barbados · België · Bermuda · Birma · Bolivia · Bondsrepubliek Duitsland · Brazilië · Brits-Honduras · Bulgarije · Canada · Ceylon · Chili · Colombia · Congo-Brazzaville · Costa Rica · Cuba · Dahomey · Denemarken · Dominicaanse Republiek · Duitse Democratische Republiek · Ecuador · Egypte · El Salvador · Ethiopië · Fiji · Filipijnen · Finland · Frankrijk · Gabon · Ghana · Griekenland · Groot-Brittannië · Guatemala · Guyana · Haïti · Hongarije · Hongkong · Ierland · IJsland · India · Indonesië · Iran · Israël · Italië · Ivoorkust · Jamaica · Japan · Joegoslavië · Kameroen · Kenia · Khmerrepubliek · Koeweit · Lesotho · Libanon · Liberia · Liechtenstein · Luxemburg · Madagaskar · Malawi · Maleisië · Mali · Malta · Marokko · Mexico · Monaco · Mongolië · Nederland · Nederlandse Antillen · Nepal · Nicaragua · Nieuw-Zeeland · Niger · Nigeria · Noord-Korea · Noorwegen · Oeganda · Oostenrijk · Opper-Volta · Pakistan · Panama · Paraguay · Peru · Polen · Portugal · Puerto Rico · Roemenië · San Marino · Saoedi-Arabië · Senegal · Singapore · Soedan · Somalië · Sovjet-Unie · Spanje · Suriname · Swaziland · Syrië · Taiwan · Tanzania · Thailand · Togo · Trinidad en Tobago · Tsjaad · Tsjecho-Slowakije · Tunesië · Turkije · Uruguay · Venezuela · Verenigde Staten · Vietnam · Zambia · Zuid-Korea · Zweden · Zwitserland